# كولديتس
كلديتز (بالألمانية: Colditz) هي بلدة ألمانية تقع في ألمانيا في ساكسونيا.  يقدر عدد سكانها بـ 5,116 نسمة .

## المدن التوأمة
مدينة أوكسنفورت هي مدينة توأمة لـكلديتز.

## أعلام
- إرنست بيرجمان
- إرنست ناخب ساكسونيا
- يوهان دايفيد كوهلر